# Aphonopelma
Aphonopelma és un gènere d'aranyes migalomorfs de la família Theraphosidae, que inclou gairebé totes les procedents d'Amèrica del Nord i del nord de Mèxic i una part considerable de les de Centreamèrica, sent poques les descrites a Amèrica del Sud.
Prop de 90 espècies han estat descrites, però moltes d'elles no han estat estudiades adequadament i es coneix molt poc d'elles. Són de grandària gran i, com moltes altres taràntules d'Amèrica, posseeixen pèl urticant; sent molt dòcils en captivitat. L'estudi taxonómica no ha estat desenvolupat pel que és molt difícil identificar a aquelles que no posseeixen patrons, especialment aquella que són únicament negres o cafè.
En captivitat mengen grills, tot i que en el seu ambient natural mengen tota classe d'insectes petits.
Són una clau en l'evolució de les aranyes, a causa que són l'únic gènere que posseeix fileres en les potes i també en l'opistosoma (abdomen).